# Oberpullendorf
Oberpullendorf (ungarisch Felsőpulya, kroatisch Gornja Pulja, Romani Uprutni Pulja) ist eine Stadt im Burgenland und Bezirksvorort (burgenländische Bezeichnung für Bezirkshauptstadt) des Bezirks Oberpullendorf in Österreich mit 3327 Einwohnern.

## Geografie

### Geografische Lage
Oberpullendorf liegt im Mittelburgenland, im Zentrum des gleichnamigen Verwaltungsbezirks. Der Stooberbach durchfließt das Gemeindegebiet von Nordwesten nach Südosten.
Die Kuppe Fenyös westlich des Ortskerns von Oberpullendorf gehört zum Vulkan von Oberpullendorf. Dieser Vulkan besteht aus zwei übereinander liegenden Lavaströmen. Er wird in die Zeit vor dem bzw. um das Sarmat datiert, ist somit rund zwölf Millionen Jahre alt.

### Gemeindegliederung
Das Gemeindegebiet umfasst folgende zwei Ortschaften (Einwohner Stand 1. Jänner 2024):
- Mitterpullendorf (1187)
- Oberpullendorf (2140)

Die Stadtgemeinde Oberpullendorf besteht aus den Katastralgemeinden Oberpullendorf und Mitterpullendorf (ungarisch: Középpulya, kroatisch: Sridnja Pulja). Die Katasterfläche von rund 1265 Hektar gliedert sich in landwirtschaftlich genutzte Flächen mit ca. 850 ha und forstwirtschaftlich genutzten Flächen mit ca. 320 ha, während die verbleibende Fläche von ca. 95 ha weder land- noch forstwirtschaftlich genutzt wird (z. B. Bauland und Verkehrsflächen).

### Nachbargemeinden
| Stoob           |                                             | Großwarasdorf             |
|                 | Kompassrose, die auf Nachbargemeinden zeigt |                           |
| Steinberg-Dörfl |                                             | Frankenau-Unterpullendorf |

## Geschichte

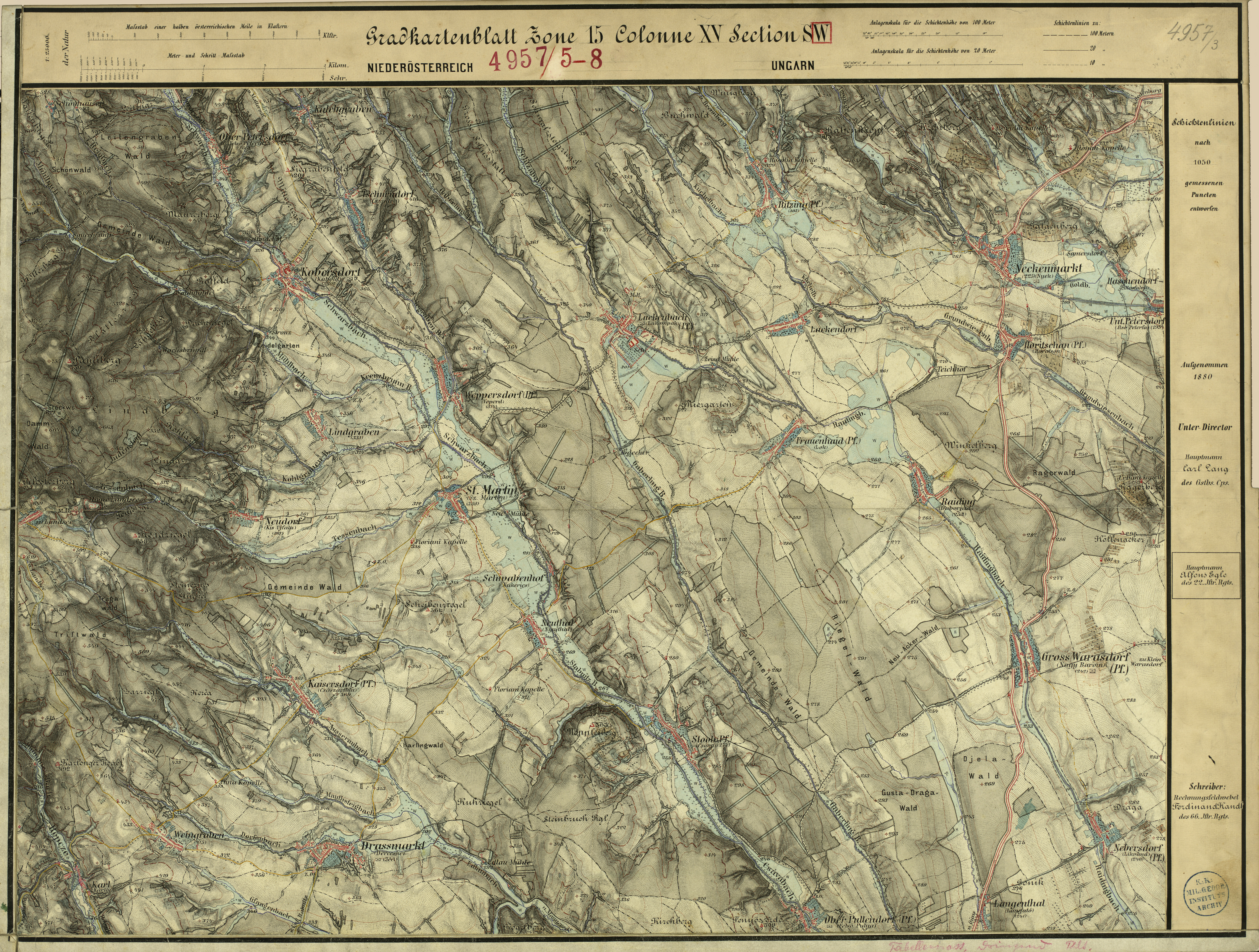
Oberpullendorf am Aufnahmeblatt der Franzisco-Josephinischen Landesaufnahme 1880 unten rechts

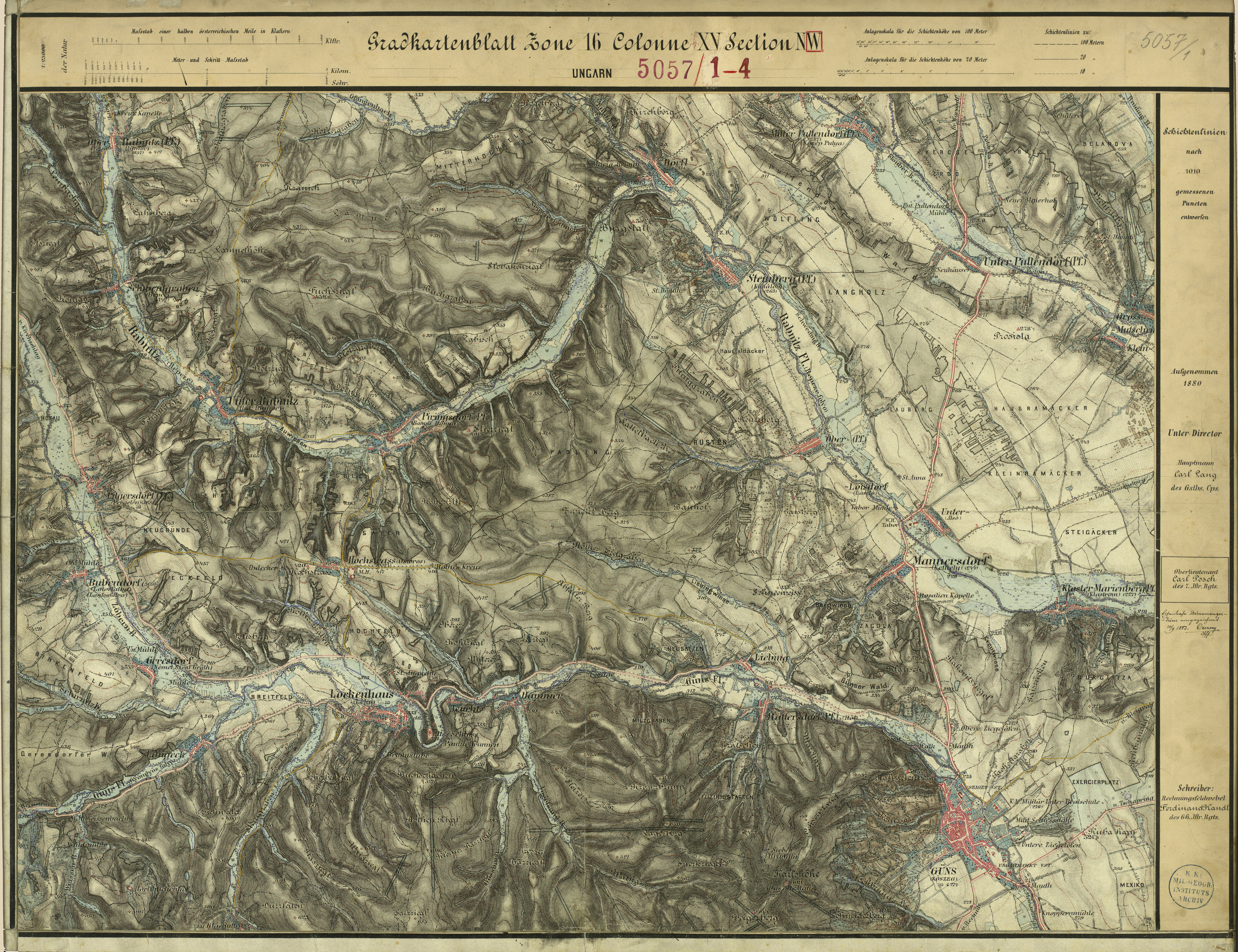
Mitter- und Unterpullendorf am Aufnahmeblatt der Franzisco-Josephinischen Landesaufnahme 1880 oben rechts

Der Bezirk Oberpullendorf ist seit der Jungsteinzeit besiedelt. Während der jüngeren Eisenzeit (Kelten) befand sich im Bezirk ein blühendes Eisenindustriegebiet. Die systematische Kartierung der urgeschichtlichen Fundplätze nahm der Oberpullendorfer Gärtnermeister und Heimatforscher Josef Polatschek vor.
Vor Christi Geburt war das Gebiet Teil des keltischen Königreiches Noricum und gehörte zur Umgebung der keltischen Höhensiedlung Burg auf dem Schwarzenbacher Burgberg. Nach der Eingliederung des Königreiches in das Römische Reich, wurde das Gebiet des heutigen Oberpullendorfs der römischen Provinz Pannonia zugeordnet.
Die erste urkundliche Erwähnung der ungarischen Grenzwächtersiedlung des Gyepűsystems aus dem Ende des 10. Jahrhunderts stammt aus dem Jahr 1225. Die wichtigsten adeligen Grundherren waren die Grafen Cseszneky und die Freiherrn Rohonczy.
1853 wurde Oberpullendorf Standort eines ungarischen Steueramtes. Im Jahre 1893 waren anlässlich der Günser Kaisermanöver Kaiser Franz Joseph und der Monarch des deutschen Reiches, Wilhelm II., sowie im Generalstab auch Georg von Rohonczy als Generalmajor in Oberpullendorf anwesend. Der Ort gehörte wie das gesamte Burgenland bis 1920/21 zu Ungarn (Deutsch-Westungarn). Nach Ende des Ersten Weltkriegs wurde nach zähen Verhandlungen Deutsch-Westungarn in den Verträgen von St. Germain und Trianon 1919 Österreich zugesprochen. Der Ort gehört seit 1921 zum neu gegründeten Bundesland Burgenland (siehe auch Geschichte des Burgenlandes).
Der Ort war noch vor wenigen Jahrzehnten landwirtschaftlich geprägt. 1958 erfolgte die Zusammenlegung der Gemeinden Oberpullendorf und Mitterpullendorf. Stadtgemeinde ist Oberpullendorf seit 1975.

### Bevölkerungsentwicklung

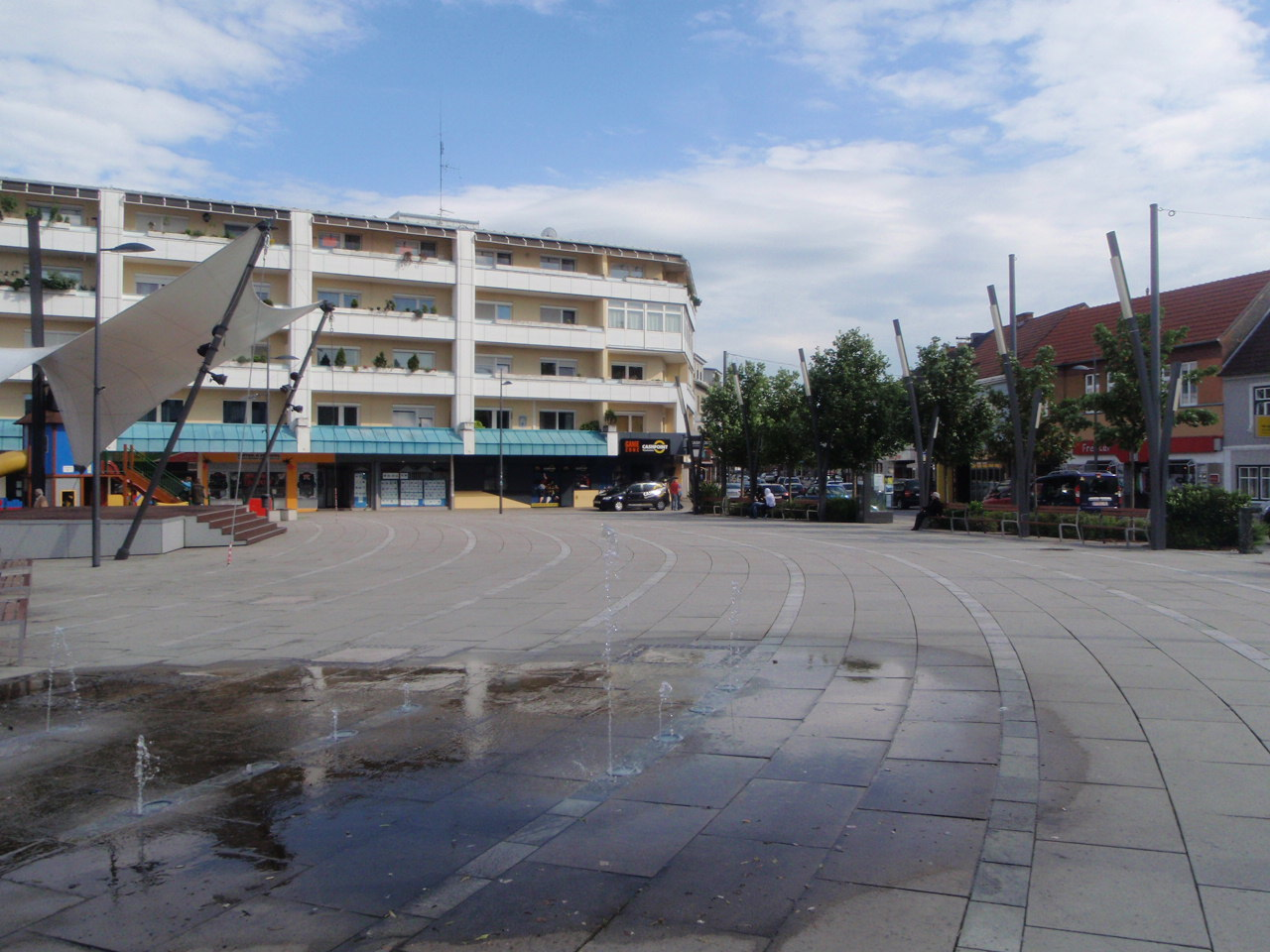
Hauptplatz mit Event-Bühne

Nach der Volkszählung 2001 bekannten sich 67 % zur deutschsprachigen Volksgruppe, 22 % waren Burgenland-Ungarn, 6 % Burgenland-Kroaten, sowie 3 % Kroaten. Zur katholischen Kirche bekannten sich 88 % der Bevölkerung, zur evangelischen 5 %. Dem Islam gehörten 2 % der Bevölkerung an, ohne Bekenntnis waren 3 %.
Der Bevölkerungszuwachs in Oberpullendorf hält an, obwohl die Geburtenbilanz von 2001 bis 2011 mit −125 negativ war. Die stark positive Wanderungsbilanz konnte dies mehr als ausgleichen: Im gleichen Zeitraum zogen um 336 mehr Personen nach Oberpullendorf als von Oberpullendorf weg.
Im Zuge eines Wohnbauprojekts im Ortsteil Mitterpullendorf werden im Herbst 2023 archäologische Ausgrabungen gemacht, die später im Haus ausgestellt werden sollen.

## Kultur und Sehenswürdigkeiten

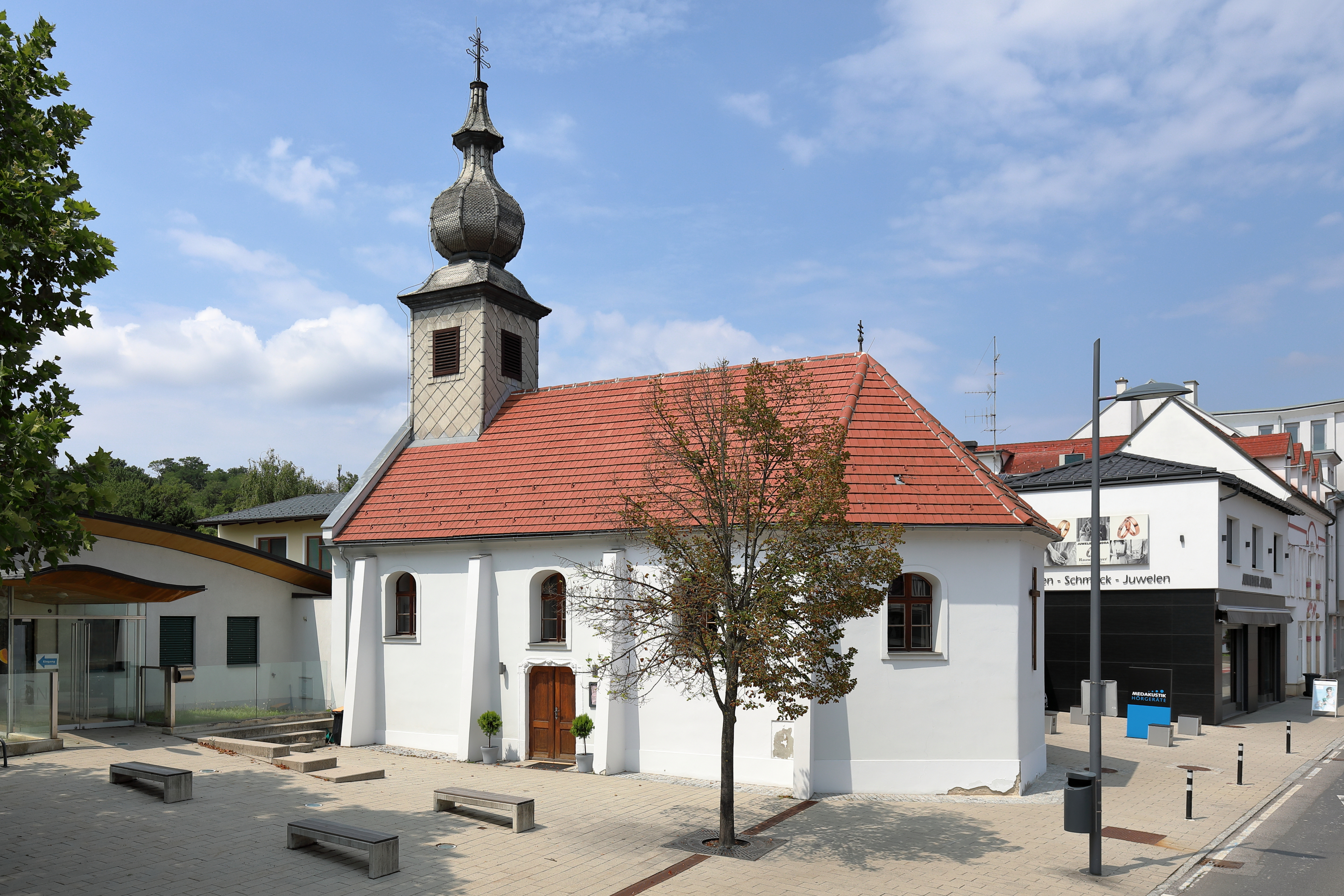
Franziskuskirche, ältestes Gebäude der Stadt Oberpullendorf

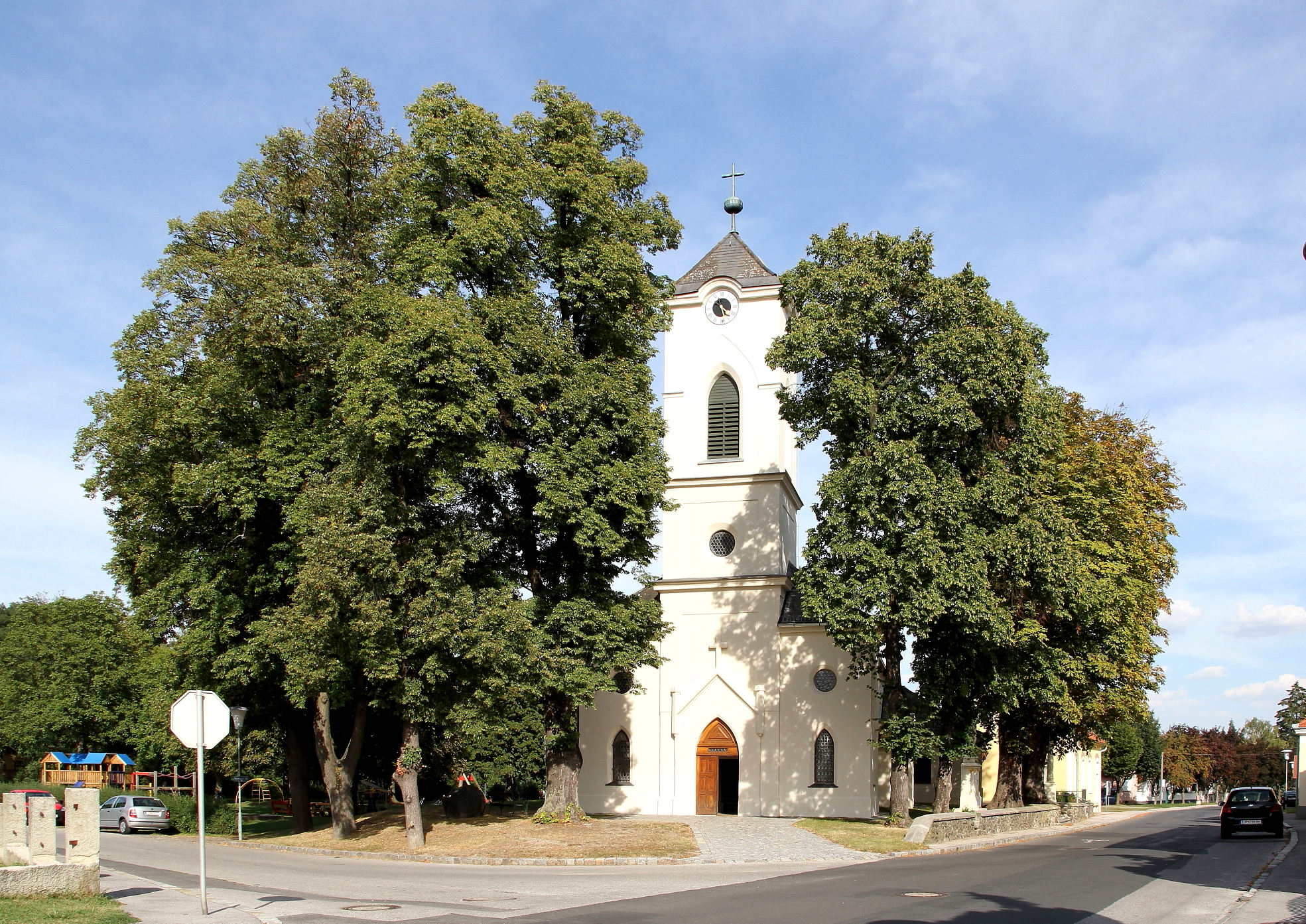
Pfarrkirche Mitterpullendorf

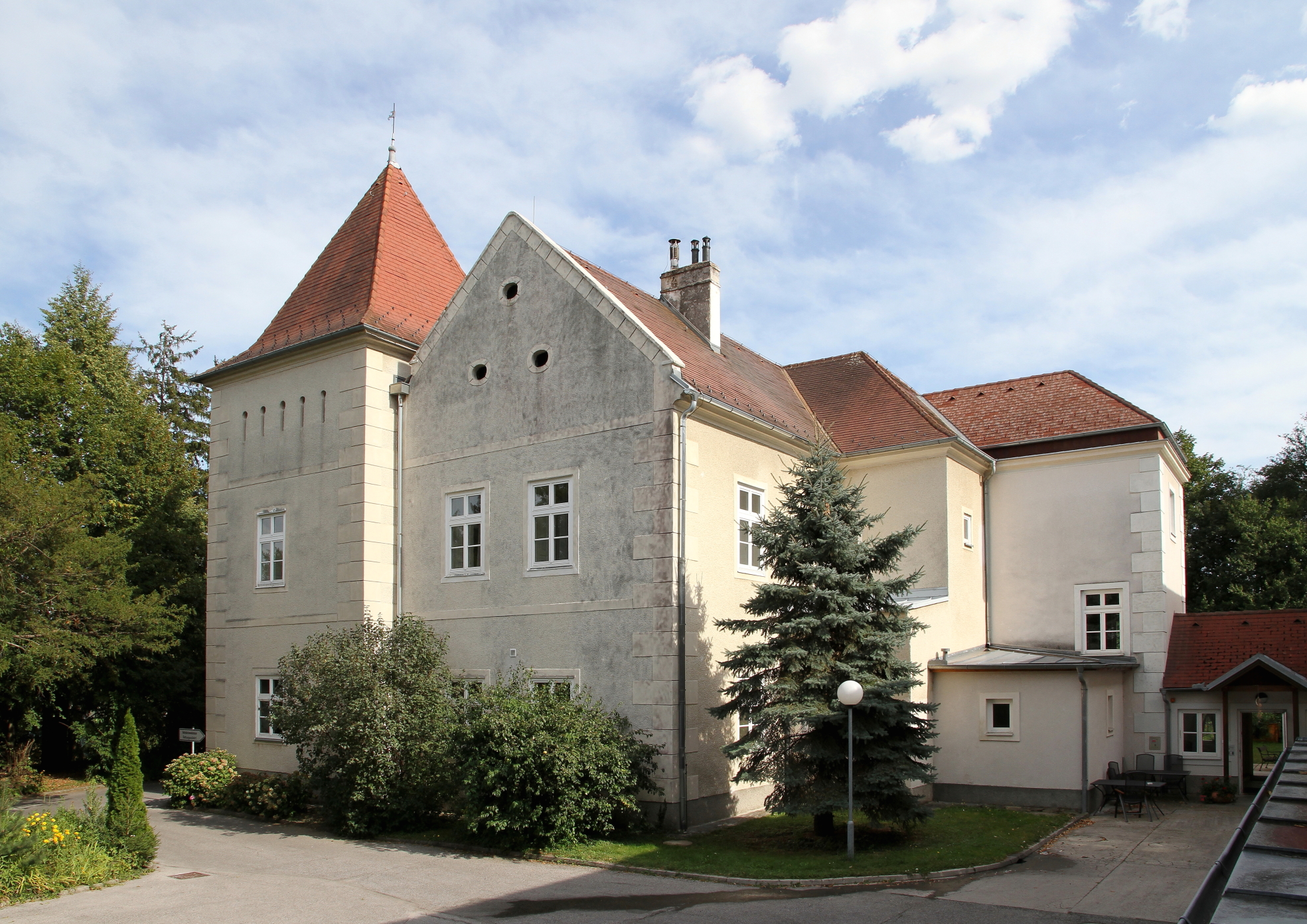
Das ehemalige Schloss Rohonczy steht unter Denkmalschutz

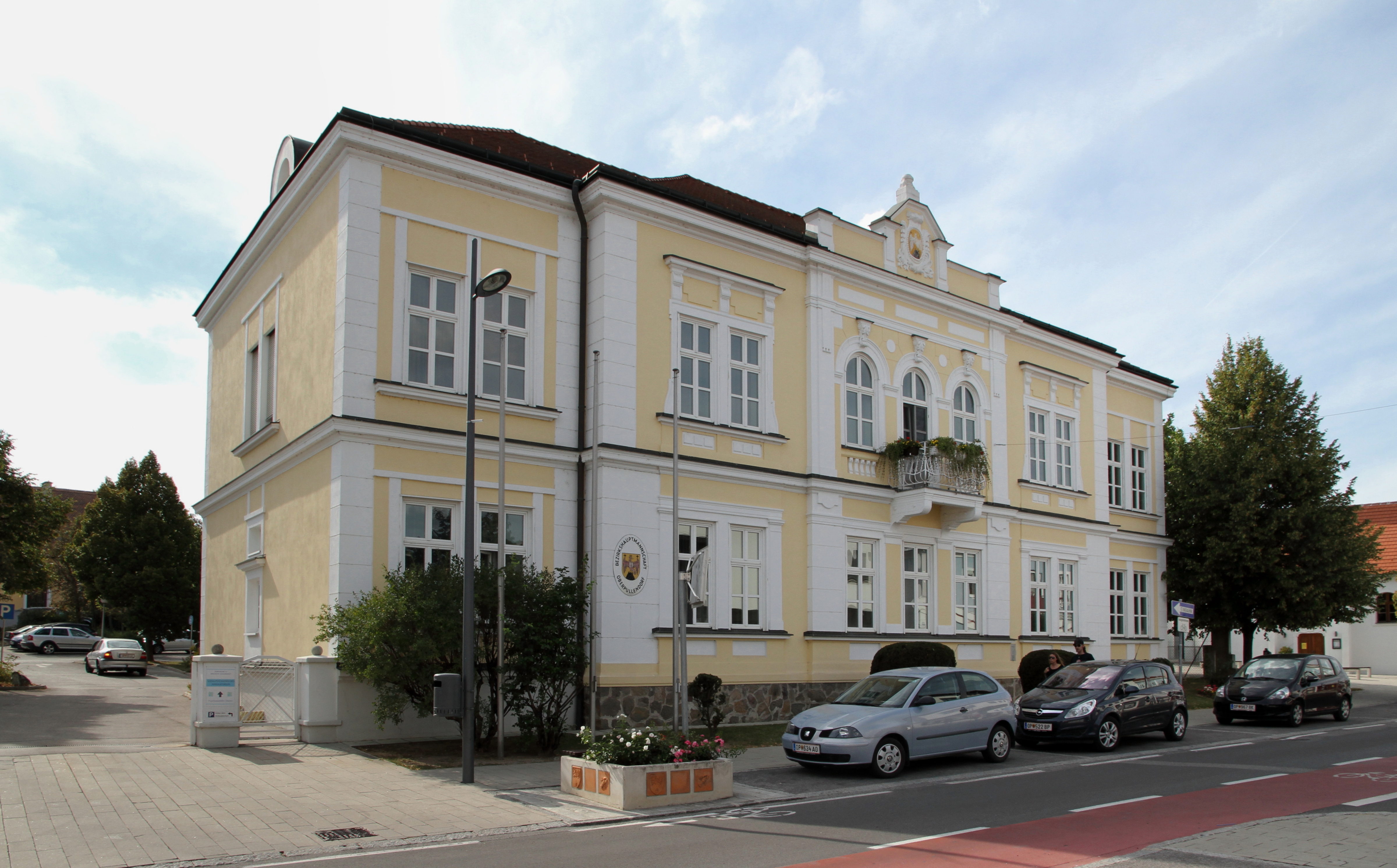
Das Gebäude der Bezirkshauptmannschaft steht unter Denkmalschutz

- Katholische Pfarrkirche hl. Klemens Maria Hofbauer in Oberpullendorf
- Katholische  hll. Simon und Judas in Mitterpullendorf
- Franziskuskirche, eigentlich Kapelle zum hl. Franziskus von Assisi (erbaut 1707 und damit das älteste Gebäude Oberpullendorfs)
- Schloss Oberpullendorf: Ehemaliges Kastell der Familie Rohonczy, heute ein Bildungs- und Tagungszentrum der Diözese Eisenstadt
- Schauraum „Ur- und frühgeschichtliche Eisenindustrie“ im Rathaus

### Regelmäßige Veranstaltungen
- Neujahrskonzert mit dem Ambassade Orchester Wien (Ensemble der Wiener Symphoniker)
- Kapplsitzungen der Faschingsgilde Oberpullendorf
- Kunst.Kontakt.Textil (Ausstellung textiler Kunst)
- Keramik im Steinbruch
- Pullenale (Oberpullendorfer Kulturtage)
- Veranstaltungen des ungarischen Kulturvereins
- Kaisereichenfest der Pfadfindergruppe Rohonzy

Am Hauptplatz im Stadtzentrum mit Kinderspielplatz und Event-Bühne finden regelmäßig Veranstaltungen statt.

### Sport
Oberpullendorf verfügt über:
- ein Sportzentrum mit 7 Sand- und 4 Hallentennisplätzen, 4 Kegelbahnen, 3 Squashcourts, 1 Sport- und Mehrzweckhalle für Fußball, Basketball usw.
- ein neu errichtetes Stadion mit über 550 Sitzplätzen
- ein Freibad mit Sportbecken (33,3 Meter), Kinderplanschbecken, Nichtschwimmerbereich, 1 Meter-Sprungbrett, Wasserrutsche, Beachvolleyballplatz, Tischtennistisch, Kinderspielgeräten und 2 Sandkästen
- einen Veranstaltungsplatz mit „Skaterpark“ und „Streetsoccer“-Möglichkeit sowie einen Modellflugplatz und einen Hundeabrichteplatz.

Unter den Wanderwegen durch die nahen Wälder gibt es einen „Barfuß-Erlebnisweg“, hinzu kommen Radwege und zwei Fischteiche mit Angelmöglichkeit.
Der Oberpullendorfer Bahnhof der Burgenlandbahn ist unter anderem auch Ausgangspunkt einer Draisinentour.
Der örtliche Fußballclub SC Oberpullendorf spielt aktuell in der 2. Landesliga (2. Liga Mitte).

## Wirtschaft und Infrastruktur

### Verkehr

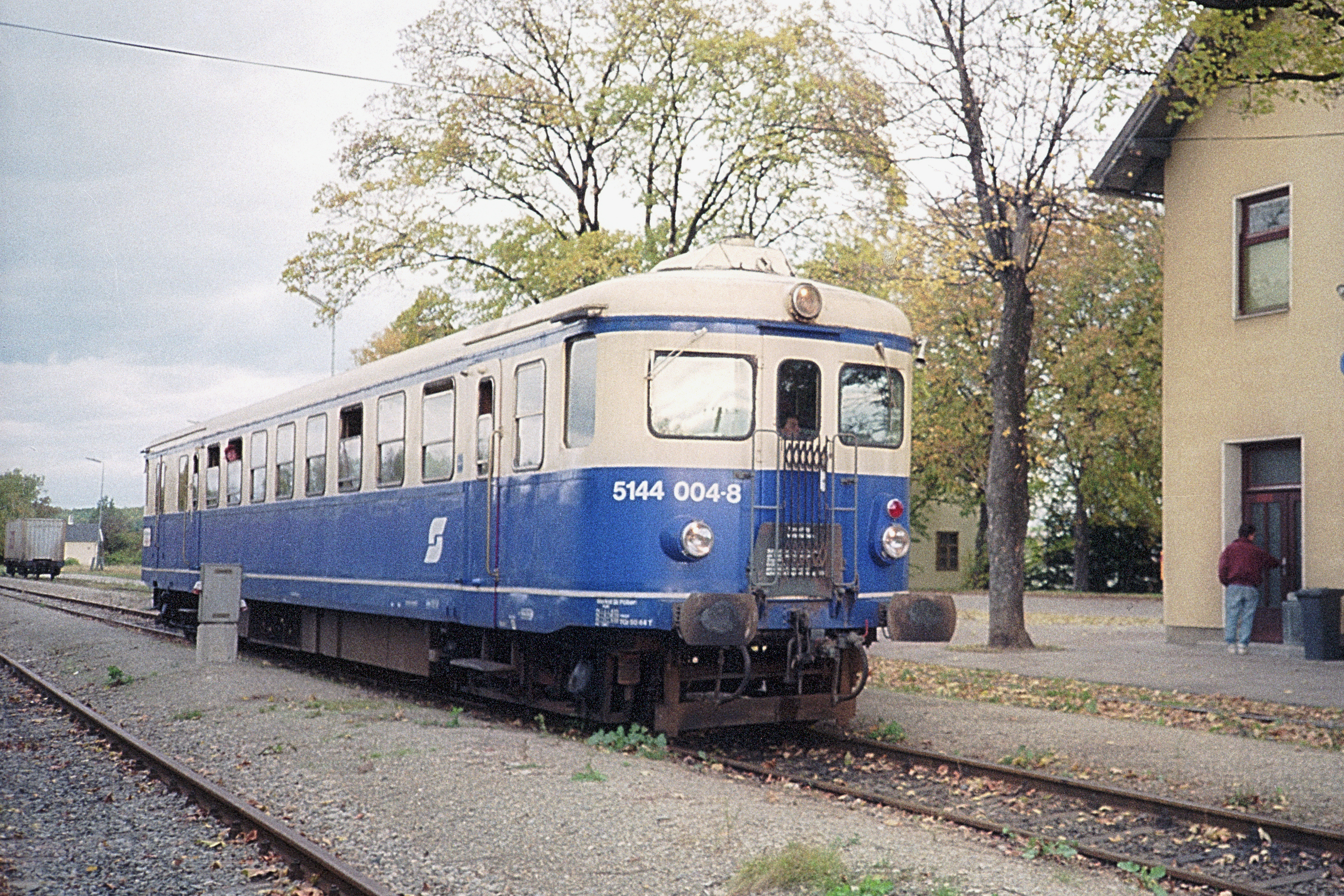
Ein Bild von einem Sonderzug im Bahnhof Oberpullendorf im Jahr 1992

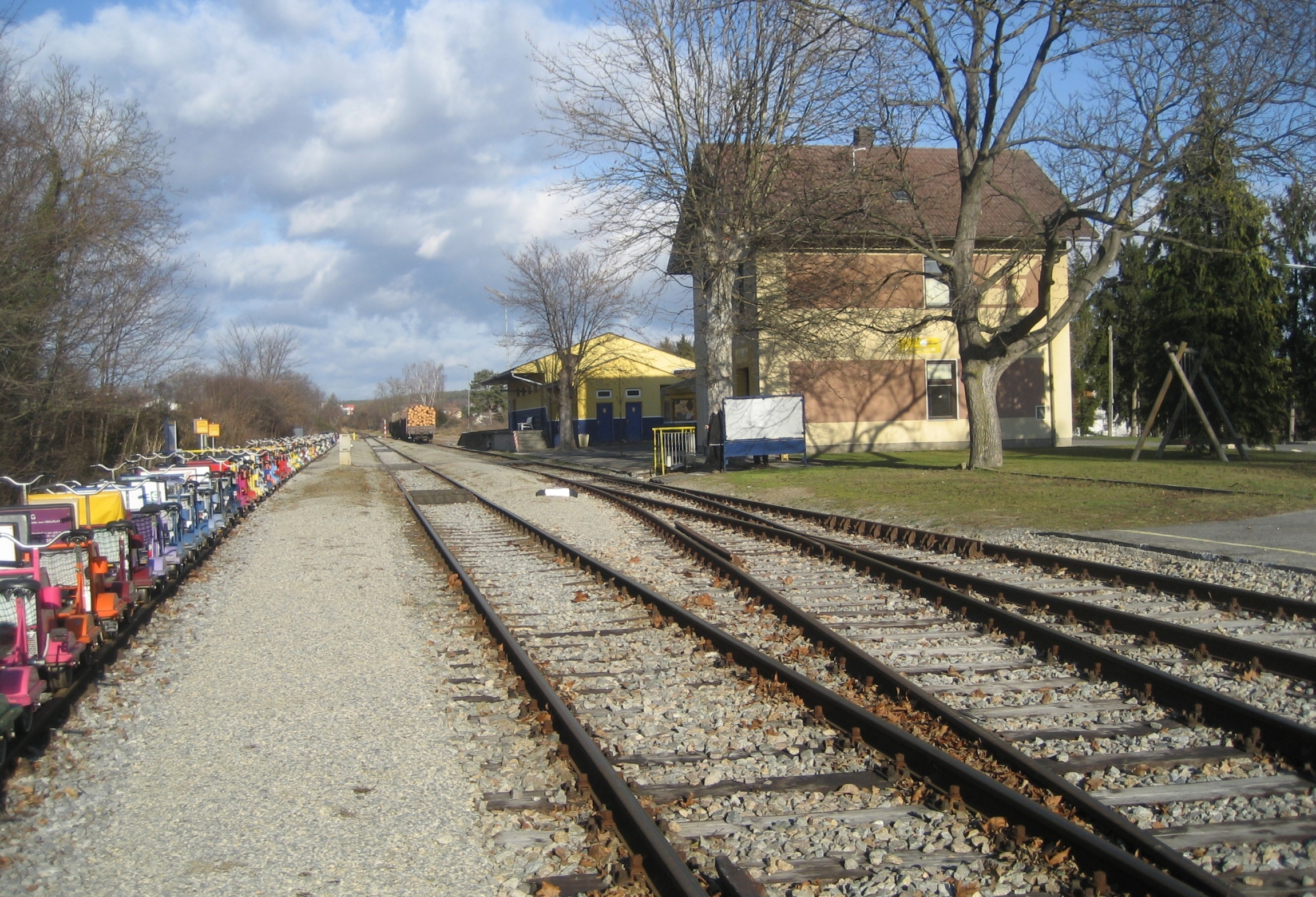
Der Bahnhof Oberpullendorf wird seit 2013 nur mehr von Draisinen angefahren.

Die Stadtgemeinde Oberpullendorf ist über die Burgenland Schnellstraße S 31, Knoten Oberpullendorf oder Oberpullendorf Süd, direkt erreichbar.
Oberpullendorf ist ein wichtiger Verkehrsknotenpunkt des Burgenlandes. Die Burgenland Straße B 50, welche das Burgenland von Norden nach Süden durchzieht, die Günser Straße B 61, welche in den Grenzübergang Rattersdorf/Kőszeg (H) mündet und in weiterer Folge nach Szombathely (H) führt und die Großwarasdorferstraße L 229, welche über Deutschkreutz mit Sopron (H) verbindet, verlaufen durch das Stadtgebiet.
Ein Bahnanschluss (Burgenlandbahn) ist vorhanden, war aber seit 1988 auf den Güterverkehr beschränkt. Mit 15. Dezember 2013 wurde auch der Güterverkehr eingestellt und in der Folge wurde die gesamte Strecke von Deutschkreutz bis Oberloisdorf von den Österreichischen Bundesbahnen an die sonnenland draisinentour verkauft. Damit gehört Oberpullendorf neben Oberwart, Güssing, Zwettl und Waidhofen an der Thaya zu den fünf Bezirkshauptstädten Österreichs ohne Anbindung an den öffentlichen Schienenpersonenverkehr.
Im öffentlichen Linienverkehr ist Oberpullendorf sehr gut mit der Landeshauptstadt Eisenstadt und der Bundeshauptstadt Wien angebunden. Beinahe stündlich verkehren Busse des Verkehrsverbundes Ostregion in diese beiden Städte.
Im Jahre 2005 wurde die barrierefreie Hauptstraße im Zentrum der Stadt neu gestaltet und mit über 800 Parkmöglichkeiten ausgestattet.

### Ansässige Unternehmen
Oberpullendorf präsentiert sich heute als das Verwaltungs-, Schul- und Wirtschaftszentrum der mittelburgenländischen Region. Im Technologiebereich wurde ein Kompetenzzentrum für Umwelttechnik, Recycling und erneuerbare Energien errichtet. Auf dem Gesundheitssektor decken ein Krankenhaus ebenso wie ein Physikalisches Institut, ein Röntgenzentrum und ein Allergieambulatorium sowie diverse Fachärzte den regionalen Bedarf.
Die Stadt ist Standort von über 200 Gewerbebetrieben, ein Großteil davon sind Klein- und Mittelbetriebe. Auch zahlreiche Großunternehmen haben ihren Sitz oder Niederlassungen in Oberpullendorf. Das Arbeitsplatzangebot ist im Vergleich zur Einwohnerzahl hoch: Einer Wohnbevölkerung von 2793 Bürgern standen bei der Volkszählung im Jahr 2001 3267 Beschäftigte gegenüber.
Die größten Arbeitgeber in Oberpullendorf sind unter anderem:
- Abfallwirtschaft: Zentrale der Umweltdienst Burgenland GmbH, eine 100 %-Tochter des Burgenländischen Müllverbandes mit 195 Beschäftigten und einem Umsatz von 28,1 Millionen Euro (2006)
- Bauwesen: Zentrale des Bauunternehmens Pfnier & Co GmbH, mit rund 500 Beschäftigten
- Telekommunikation: Kundenbetreuungszentrum der Telekom Austria
- Automobilzulieferer: Kromberg und Schubert Austria GmbH & Co KG („Kroschu“), Tochter der deutschen Kromberg & Schubert GmbH, mit etwa 170 Mitarbeitern
- Tourismus: Gründungsstandort der Blaguss Reisen GmbH, Busunternehmen mit zahlreichen Reisebüros in ganz Österreich
- Gesundheit: A.Ö. Krankenhaus Oberpullendorf mit rund 400 Beschäftigten

### Bildung
Oberpullendorf ist Standort verschiedener Bildungseinrichtungen:
- Allgemein-öffentliche Volks- und Sonderschule
- Allgemein-öffentliche Hauptschule / Neue Mittelschule
- Zentralmusikschule
- Polytechnische Schule
- Öffentliche allgemeinbildende höhere Schule: Bundesgymnasium, Bundesrealgymnasium und Bundesoberstufenrealgymnasium
- Öffentliche berufsbildende mittlere und höhere Schulen: Bundeshandelsschule und Bundeshandelsakademie
- Sonderpädagogisches Zentrum
- Volkshochschule
- Bildungs- und Tagungszentrum: „Haus St. Stefan“
- Stadtbibliothek

Unterhaltung bieten auch die Stadtbibliothek und ein Kino mit drei Vorführsälen.

## Politik

### Gemeinderat
Der Gemeinderat umfasst aufgrund der Einwohnerzahl insgesamt 23 Sitze.
| Partei          | 2022             | 2022             | 2022             | 2017             | 2017             | 2017             | 2012             | 2012             | 2012             | 2007             | 2007             | 2007             | 2002             | 2002             | 2002             | 1997             | 1997             | 1997             |
| Partei          | Sti.             | %                | M.               | Sti.             | %                | M.               | Sti.             | %                | M.               | Sti.             | %                | M.               | Sti.             | %                | M.               | Sti.             | %                | M.               |
| --------------- | ---------------- | ---------------- | ---------------- | ---------------- | ---------------- | ---------------- | ---------------- | ---------------- | ---------------- | ---------------- | ---------------- | ---------------- | ---------------- | ---------------- | ---------------- | ---------------- | ---------------- | ---------------- |
| ÖVP             | 978              | 55,76            | 13               | 921              | 53,21            | 13               | 944              | 51,11            | 13               | 910              | 50,47            | 12               | 940              | 55,00            | 13               | 862              | 55,08            | 13               |
| SPÖ             | 736              | 41,96            | 10               | 708              | 40,90            | 9                | 705              | 38,17            | 9                | 704              | 39,05            | 10               | 598              | 34,99            | 8                | 523              | 33,42            | 8                |
| KLART           | 40               | 2,28             | 0                | nicht kandidiert | nicht kandidiert | nicht kandidiert | nicht kandidiert | nicht kandidiert | nicht kandidiert | nicht kandidiert | nicht kandidiert | nicht kandidiert | nicht kandidiert | nicht kandidiert | nicht kandidiert | nicht kandidiert | nicht kandidiert | nicht kandidiert |
| FPÖ             | nicht kandidiert | nicht kandidiert | nicht kandidiert | nicht kandidiert | nicht kandidiert | nicht kandidiert | 52               | 2,82             | 0                | 49               | 2,72             | 0                | 171              | 10,01            | 2                | 180              | 11,50            | 2                |
| Grüne           | nicht kandidiert | nicht kandidiert | nicht kandidiert | 102              | 5,89             | 1                | 117              | 6,33             | 1                | 89               | 4,94             | 1                | nicht kandidiert | nicht kandidiert | nicht kandidiert | nicht kandidiert | nicht kandidiert | nicht kandidiert |
| LBL             | nicht kandidiert | nicht kandidiert | nicht kandidiert | nicht kandidiert | nicht kandidiert | nicht kandidiert | 29               | 1,57             | 0                | 51               | 2,83             | 0                | nicht kandidiert | nicht kandidiert | nicht kandidiert | nicht kandidiert | nicht kandidiert | nicht kandidiert |
| Wahlberechtigte | 2890             | 2890             | 2890             | 2688             | 2688             | 2688             | 2617             | 2617             | 2617             | 2488             | 2488             | 2488             | 2305             | 2305             | 2305             | 2169             | 2169             | 2169             |
| Wahlbeteiligung | 66,51 %          | 66,51 %          | 66,51 %          | 70,98 %          | 70,98 %          | 70,98 %          | 76,69 %          | 76,69 %          | 76,69 %          | 78,42 %          | 78,42 %          | 78,42 %          | 81,56 %          | 81,56 %          | 81,56 %          | 84,14 %          | 84,14 %          | 84,14 %          |

### Bürgermeister
Bürgermeister von Oberpullendorf war von 2007 bis Anfang 2022 Rudolf Geißler (ÖVP). Ihm folgte Johann Heisz (ÖVP) nach.
Bei der Wahl 2022 wurde Johann Heisz mit 61,01 Prozent der Stimmen im Amt bestätigt.
Amtsleiter ist Christian Stibi.

#### Liste der Bürgermeister
| Oberpullendorf      | Oberpullendorf |
| Bürgermeister       | Amtszeit       |
| ------------------- | -------------- |
| Michael Kálmán      | bis 1904       |
| Johann Kulman jr.   | 1905–1918      |
| Stefan Tóth-Nagy    | 1918–1919      |
| Stefan Bösze        | 1919           |
| Stefan Tóth-Nagy    | 1919–1923      |
| Josef Silinger      | 1923–1927      |
| Stefan Maurer       | 1927–1929      |
| Josef Silinger      | 1929–1931      |
| Richard Moser       | 1931–1938      |
| Wilhelm Ubl         | 1938–1941      |
| Michael Domschitz   | 1941–1945      |
| Franz Lex           | 1945–1946      |
| Franz Koó           | 1946–1947      |
| Emmerich Ribarits   | 1947–1954      |
| Michael Domschitz   | 1954–1967      |
| Josef Seifried      | 1967–1972      |
| August Wutschek     | 1972–1977      |
| Johann Rathmanner   | 1977           |
| Paul Kiss           | 1977–1990      |
| Ernst Kulmann       | 1990–2002      |
| Anneliese Schmucker | 2002–2007      |
| Rudolf Geißler      | 2007–2022      |
| Johann Heisz        | seit 2022      |

| Mitterpullendorf | Mitterpullendorf |
| Bürgermeister    | Amtszeit         |
| ---------------- | ---------------- |
| Josef Behofsits  | bis 1911         |
| Johann Bibarits  | 1911–1913        |
| Josef Behofsits  | 1913–1919        |
| Josef Károly     | 1919–1920        |
| Johann Károly    | 1920–1921        |
| Josef Behofsits  | 1921–1923        |
| Franz Lex        | 1923–1927        |
| Franz Kustor     | 1927–1938        |
| Paul Csitkovits  | 1938             |

| Während der Zusammenlegung | Während der Zusammenlegung |
| Bürgermeister              | Amtszeit                   |
| -------------------------- | -------------------------- |
| Josef Ribarits             | 1946–1946                  |
| Franz Farkas               | 1946–1950                  |
| Franz Kustor               | 1950–1958                  |

### Stadtrat
Neben dem Bürgermeister und den beiden Vizebürgermeistern gehören weiters Nikolaus Dominkovits (SPÖ), Gerlinde Heger (ÖVP), Christina Köppel (ÖVP),  und Thomas Schmidt (SPÖ) dem Stadtrat an.

### Stadtwappen
Blasonierung:
„Auf rotem Schild eine goldene Stadtmauer mit goldenem Tor und aufgezogenem Fallgitter, darüber vorne ein nach rechts gerichteter, mit goldenem Schwert bewaffneter, goldener Löwe, hinten eine von zwei goldenen Ähren begleitete goldene Pflugschar.“

### Städtepartnerschaften
- Bad Neustadt an der Saale, (Deutschland), seit 1982

## Persönlichkeiten
- Marin Berlakovich (* 1982), Journalist und Fernsehmoderator
- Matthias Bleyer (* 1969), Fußballspieler
- Patrik Fazekas (* 1990), Politiker (ÖVP)
- Claudia Fuchs (* 1979), Rechtswissenschaftlerin, Hochschullehrerin
- Christoph Gross (* 1988), American-Football-Spieler
- Kurt Groß (1912–1977), Politiker
- Daniel Helmer (* 1986), Musiker, Filmkomponist, Musikproduzent und Filmemacher
- Christian Kallinger (* 1982), professioneller Dartspieler
- Gerhard Karner (* 1990), Fußballspieler
- Paul Kiss (* 1947), Hauptschullehrer und Politiker
- Sándor Kozina (1808–1873), Maler
- Alexander Kulman (* 1950), Lehrer und Politiker (SPÖ)
- Elisabeth Kulman (* 1973), Sängerin
- Lemo (* 1985), Musiker
- Michael Linzer (* 1989), Tennisspieler
- Milan Linzer (1937–2019), Politiker (ÖVP), Stellvertretender Bundesratspräsident und Abgeordneter im Europäischen Parlament
- Paul Mayrhofer (* 1972), Universitätsprofessor an der TU Wien
- Hannes Ochsenhofer (* 1985), Basketballspieler
- Elisabeth Pratscher (* 1984), Opernsängerin (Sopran)
- Martin Rasner (* 1995), Fußballspieler
- Jonathan Reiner (* 1994), Musiker, Singer-Songwriter
- Waltraud Riegler (* 1959), Geschäftsführerin der EAW und LSBT-Aktivistin
- Noah Saavedra (* 1991), Filmschauspieler
- Julian Salamon (* 1991), Fußballspieler
- Doris Schamp (* 1983), Designerin und Cartoonistin
- Andreas Spechtl (* 1984), Musiker
- Horst Steiger (1970–1995), Fußballspieler
- Stephanie (* 1990), Volksmusik- und Schlagersängerin
- Jutta Treiber (* 1949), Autorin
- Christopher Trimmel (* 1987), Fußballspieler
- Elisabeth Trummer (* 1966), Politikerin (SPÖ), Landtagsabgeordnete, Vizebürgermeisterin
- Thomas Vollnhofer (* 1984), Fußballtorwart
- David Weichenberger (* 1985), Einrad-Sportler und -Künstler
- Miriam Ziegler (* 1994), Eiskunstläuferin